# 섀도 워리어 3
《섀도 워리어 3》(Shadow Warrior 3)는 플라잉 와일드 혹이 개발하고 디지털 디볼버가 배급한 2022년 일인칭 슈팅 게임이다. 《섀도 워리어》 시리즈의 네 번째 작품이자 《섀도 워리어 2 (2016)》의 후속작이다. 플레이스테이션 4, 엑스박스 원 및 마이크로소프트 윈도우로 제작돼 2022년 3월 1일 처음 출시됐다. 2023년 2월 16일, 플레이스테이션 5 및 엑스박스 시리즈 X/S 이식판이 발매됐다.
전작의 사건에서 주인공 로왕이 고대의 용을 격퇴하는 것에 실패해 세계를 멸망시킨 것을 계기로 은둔에 들어가나, 오로치 질라의 설득으로 다시 전투에 나선 이야기를 그렸다. 이전 게임들과 마찬가지로 일인칭 슈팅 게임플레이를 선보이며 전작보다 선형적인 업그레이드 시스템에 로왕의 프리러닝 기술이 추가된 것이 특징이다.
출시 당시 《섀도 워리어 3》는 복합적인 평가를 받았다.

## 반응
《섀도 워리어 3》는 윈도우, 플레이스테이션 4 및 엑스박스 원판 발매 당시 리뷰 애그리게이터 웹사이트 메타크리틱에서 "복합적 및 평균적인 평가"를 받았다.